# Бульбашки Фермі
Бульбашки Фермі (англ. Fermi Bubbles) — гіпотетична область підвищеного потоку гамма-випромінювання, що являє собою дві велетенські сфери, які дотикаються в центрі Чумацького Шляху й простягаються на 25000 св.р., утворюючи «вісімку», перпендикулярну до площини нашої Галактики. Сфери розташовані симетрично відносно центру галактики. За однією з гіпотез, підвищений потік гамма-випромінювання можуть продукувати релятивістські частинки викинуті з надмасивної чорної діри, розташованої у центрі Чумацького Шляху.

## Відкриття
Про відкриття у листопаді 2010 р. оголосили дослідники Даг Фінкбейнер (англ. Doug Finkbeiner), Мен Су (англ. Meng Su) та Трейсі Слетієр (англ. Tracy Slatyer) з Гарвардського університету. Вони аналізували відкриті дані про гамма-випромінювання небесної сфери, отримані за допомогою космічного телескопа Фермі (англ. Fermi's Large Area Telescope).
Складність полягала в тому, що майже вся небесна сфера «затуманена» гамма-випромінюванням різної інтенсивності та походження. Загалом, цей туман виникає внаслідок взаємодії релятивістських частинок зі світлом та міжзоряним газом нашої Галактики. Аналізуючи дані щодо інтенсивності гамма-випромінюванню небесної сфери науковці шляхом підбору різних моделей намагалися описати цей «туман», щоб на його тлі виявити нові джерела гамма-випромінювання.

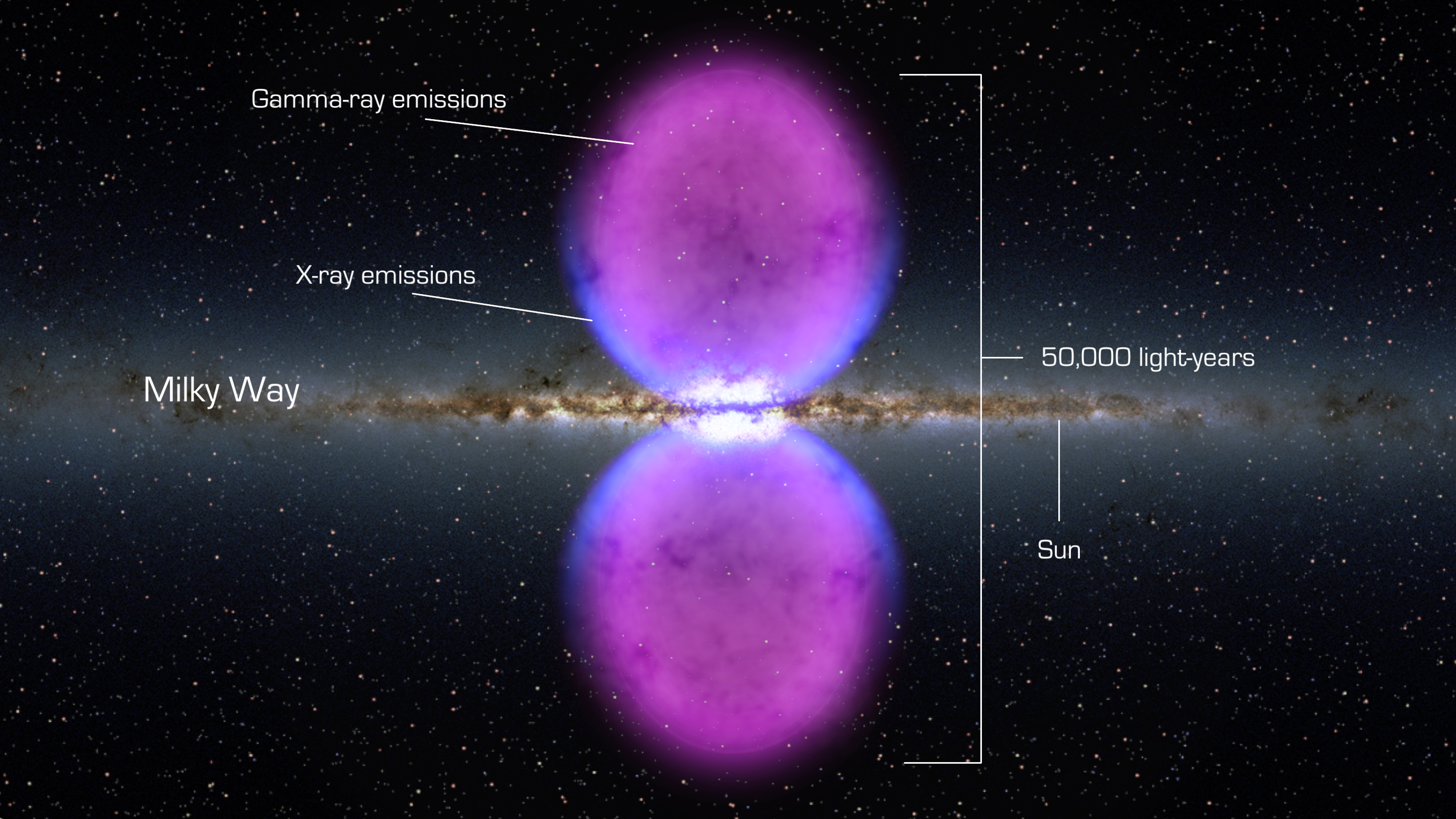
Ілюстрація бульбашок Чумацького Шляху, що випромінюють у гамма- та рентгенівському діапазоні хвиль
- Відео: гамма- та рентгенівські бульбашки Чумацького Шляху

У результаті своєї роботи вони виявили велетенську область у формі двох сфер-бульбашок, симетрично розташованих відносно центру Чумацького Шляху, які дають значно вищу інтенсивність гамма-випромінювання, ніж фоновий «туман». Кожна сфера-бульбашка сягає 25 000 св.р. у діаметр, тобто, майже півдіаметра Чумацького Шляху. У результаті аналізу даних рентгенівського випромінювання, отриманих німецьким космічним телескопом ROSAT у 90-х роках, науковці знайшли слабкі докази існування зовнішнього краю бульбашок.
Нововідкриті велетенські бульбашки розкинулись майже на половину видимої небесної сфери, від сузір'я Діви до сузір'я Журавля, й можливо сягають віку кількох мільйонів років.
2014 року за це відкриття дослідники отримали премію Бруно Россі.

## Гіпотези утворення
За однією з гіпотез релятивістські частинки могли бути викинуті надмасивною чорною дірою, розташованою в центрі нашої галактики. Сучасні астрономи спостерігають в інших галактиках явища, коли акреція речовини на чорну діру спричиняє симетричні струмені релятивістських частинок (англ. jets)) перпендикулярні диску галактики. На сьогодні цього явища в нашій Галактиці не спостерігається, але воно могло бути в минулому й через певний час викинуті релятивістські частинки могли утворити сфери-бульбашки, гамма-випромінювання від яких зараз спостерігають.
За іншою гіпотезою, подібні викиди релятивістських частинок у формі газових струменів могли утворитися внаслідок інтенсивного зореутворення в центрі Чумацького Шляху, що відбувалося близько мільйона років тому.